# Миндюкино (Вологодская область)
Миндюкино — деревня в Череповецком районе Вологодской области.
Входит в состав сельского поселения Уломское, с точки зрения административно-территориального деления — в Коротовский сельсовет.
Расстояние до районного центра Череповца по автодороге — 87 км, до центра муниципального образования Коротово по прямой — 19 км. Ближайшие населённые пункты — Починок, Чаево, Гришкино.
По переписи 2002 года население — 29 человек (10 мужчин, 19 женщин). Всё население — русские.
Топоним дважды упоминается в фильмах режиссера Валерия Чикова.